# Schwarzriegel
Schwarzriegel je nejvyšší vrchol Hoher Bogen, zhruba 8 km dlouhého hřebenu v Bavorském lese - německé části Šumavy. Tyčí se v bavorské provincii Horní Falc v okrese Cham, asi 10 km jihovýchodně od města Furth im Wald, asi 18 km jihozápadně od Nýrska a asi 28 km jižně od Domažlic.
Celý hřeben Hoher Bogen se skládá z řady vrcholů, od severozápadu k jihovýchodu to jsou Burgstall (976 m, vysílač), Bärenriegel (1017 m), Eckstein (1073 m), nejvyšší Schwarzriegel (1079 m) a Ahornriegel (1050 m, na severním svahu lyžařské středisko).

## Rozhledna

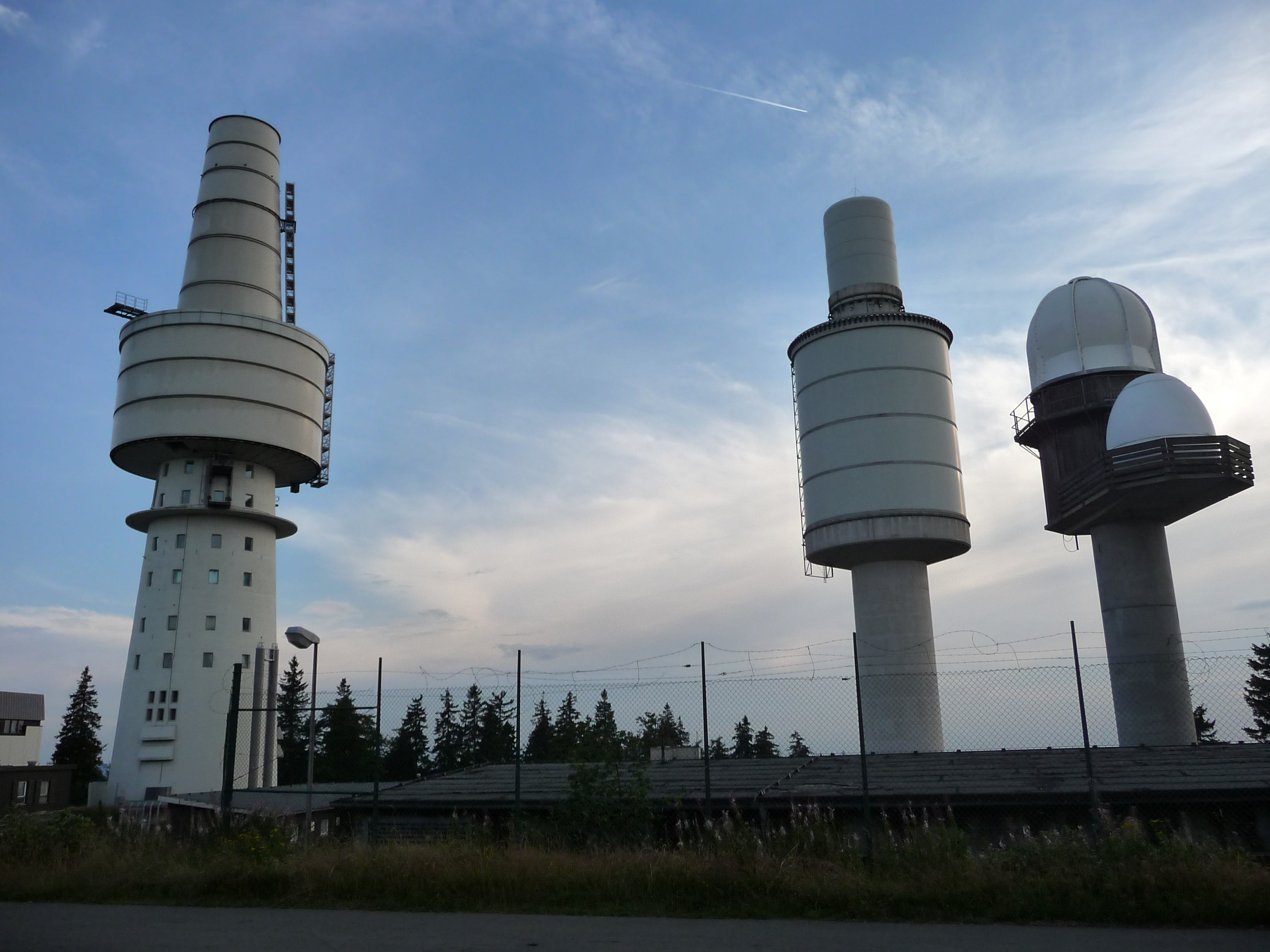
Telekomunikační věže

Na vrcholu Schwarzriegelu stojí věž s odposlouchávací stanicí NATO pro tzv. komunikační sektor F. Americké jednotky zde působily do roku 1992, francouzské až do roku 1994. Stanice byla v roce 2004 uzavřena a 75 metrů vysoká hlavní věž byla vybavena vnějším schodištěm a vyhlídkovou plošinou ve výšce 50 metrů, která je po celý rok přístupná veřejnosti jako rozhledna.